# Zoël Amberg

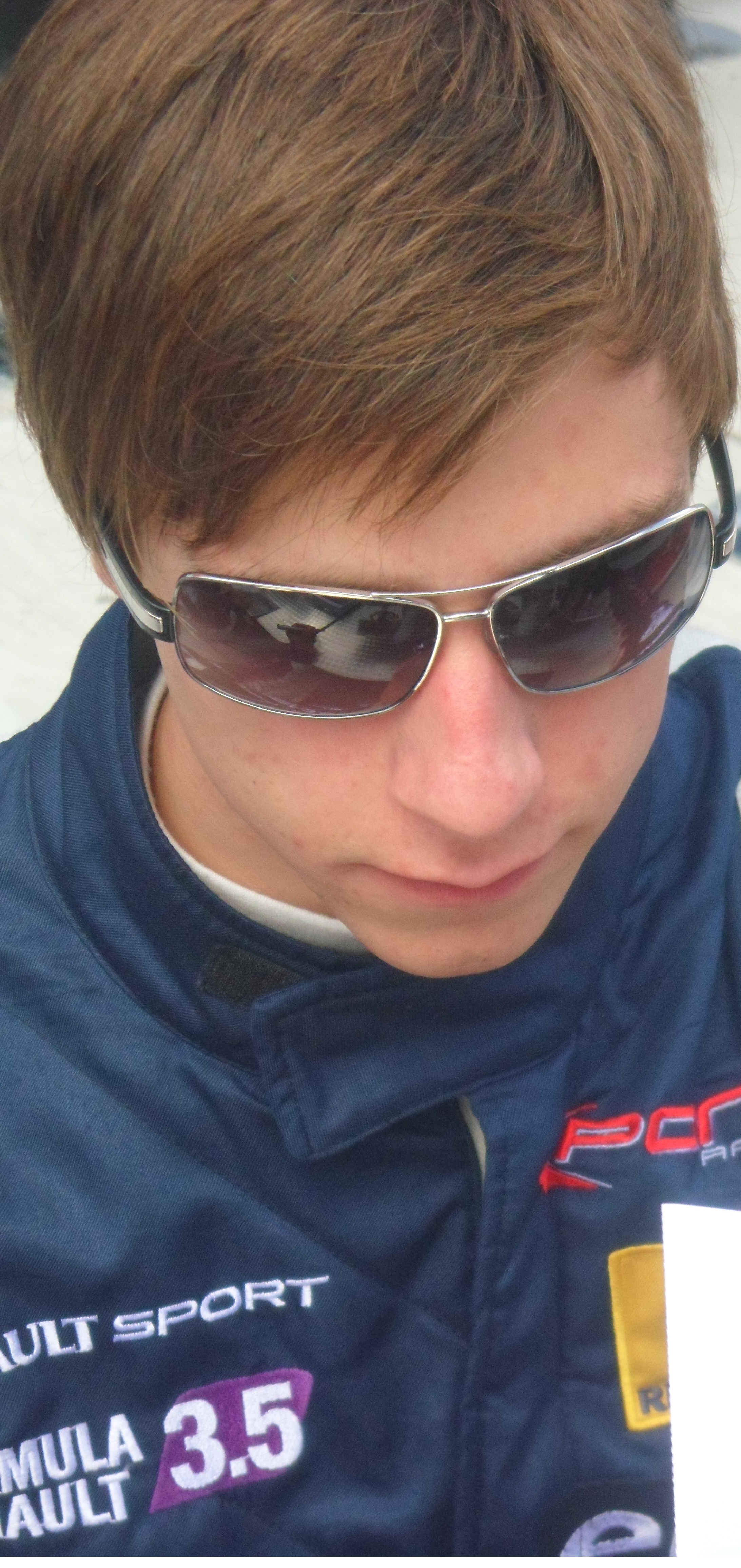
Zoël Amberg in 2012.

Zoël Amberg (Stans, 25 september 1992) is een autocoureur uit Zwitserland. Hij was in 2010 kampioen in het Formule Renault 2.0 MEC.

## Carrière

### Vroege carrière
Amberg begon met karten in 2004 en reed vooral in zijn thuisland voor het grootste deel van zijn carrière. Hij werkte zich omhoog van de juniorklassen naar de KF3- en KF2-klassen in 2008. Hij werd hierna coureur voor het team Birel Motorsport.
In maart 2009 testte Amberg een International Formula Master-auto voor het team Team JVA op Valencia samen met de inmiddels overleden Henry Surtees.

### Formule Renault 2.0
In 2009 stapte Amberg over naar eenzitters, waarbij hij zowel in de Italiaanse als de Zwitserse Formule Renault 2.0 ging rijden voor het team Jenzer Motorsport. Door twee overwinningen in het laatste raceweekend van het seizoen op Imola eindigde hij als vierde in Italië, terwijl hij in Zwitserland als vijfde finishte na puntenfinishes in 11 van de 12 races. Tijdens het jaar reed hij ook een ronde van de Formule Renault 2.0 WEC op Barcelona.
Amberg bleef in 2010 in Zwitserland rijden, maar nu stond dit kampioenschap bekend onder de naam Formule Renault 2.0 MEC. Hij domineerde het kampioenschap met podiumplaatsen in alle tien races waarin hij aan deel nam en zes overwinningen meepakte op weg naar de titel.

### Formule Abarth
In 2010 nam Amberg ook deel aan een volledig seizoen in de nieuwe Formule Abarth in Italië. Hij behaalde een overwinning in de eerste ronde van het seizoen in Misano en nog acht puntenfinishes, waarmee hij als zevende eindigde in het kampioenschap.

### GP3 Series
In oktober 2010 maakte Amberg zijn debuut in een GP3-auto. Hij nam deel aan de twee na-seizoenstests op Estoril en Jerez voor het team Jenzer Motorsport. In maart 2011 werd bekend dat hij heeft getekend voor het team ATECH CRS GP in 2011, naast de Britse Formule Renault-promoveerders Marlon Stöckinger en Nick Yelloly. Hij behaalde geen punten in het kampioenschap en zette in de tweede race in Barcelona zijn beste resultaat neer met een tiende plaats.

### Formule 3
In de laatste 3 raceweekenden van 2011 mocht Amberg voor De Villota Motorsport deelnemen aan de laatste drie raceweekenden van de Europese F3 Open. Ondanks dat hij in slechts zes races deelnam, werd hij achtste in het kampioenschap met vier podiumplaatsen, inclusief een overwinning in Barcelona.

### Formule Renault 3.5 Series
In oktober 2010 testte Amberg een Formule Renault 3.5 Series-auto voor het nieuwe team BVM–Target op Motorland Aragón. Na veel testen eind 2011, mocht hij in 2012 debuteren in de Formule Renault 3.5 voor het team Pons Racing, met Yann Cunha als teamgenoot. In de eerste race op het Motorland Aragón behaalde hij meteen een punt, maar dit was ook meteen zijn laatste puntenfinish van het seizoen. Hierdoor eindigde hij als 26e in het kampioenschap.
In 2013 bleef Amberg voor Pons rijden in de Formule Renault 3.5, maar kreeg met Nikolaj Martsenko wel een nieuwe teamgenoot. Hij behaalde acht punten met een zesde plaats in het laatste raceweekend op Barcelona, waardoor hij als 24e in het kampioenschap eindigde.
In 2014 stapt Amberg over naar het team AVF in de Formule Renault 3.5. Met Beitske Visser als teamgenoot behaalde hij op de Moscow Raceway met een tweede plaats achter Sergej Sirotkin zijn eerste podiumplaats in het kampioenschap. Hij eindigde nog zeven keer in de top 10, waardoor hij met 66 punten als elfde in het kampioenschap eindigde.

### GP2 Series
In 2015 stapt Amberg over naar de GP2 Series, waar hij uitkomt voor het team Lazarus met Nathanaël Berthon als teamgenoot.

### FIA World Endurance Championship
Naast zijn GP2-verplichtingen neemt Amberg in 2015 ook deel aan het FIA World Endurance Championship in de LMP2-klasse voor het Team SARD Morand, waarbij hij de auto deelt met Christian Klien en Koki Saga.